# 日月皆同
《日月皆同》（太陽も月も）是日本音樂團體GENERATIONS的第14张单曲，於2017年4月12日由rhythm zone发售。

## 概要
- A面曲《日月皆同》為洋服的青山「Lost and Found」電視廣告歌曲。
- B面曲《Togetherness》為BOURBONFettuccine橡皮糖「WATER PREAL」的電視廣告歌曲。
- 與前作相同，此單曲收錄了上一張單曲的英語版本。
- 此單曲有2個版本，分別有「CD+DVD」和「CD ONLY」。「CD+DVD」收錄了《日月皆同》的Music Video。
- 在4月24日於公信榜单曲週排行榜取得第6位。

## 收錄内容

### CD
1. 日月皆同
（作詞：小竹正人、作曲：HIKARI、Hani、Dejo）
2. Togetherness
（作詞：和田昌哉、作曲：PIUS、FAST LANE、Chris Hope）
3. 日月皆同 (Instrumental)
4. Togetherness (Instrumental)
5. PIERROT（English version）

### DVD
1. 日月皆同（Music Video）

## 外部連結
- YouTube上的日月皆同